# Museo del banditismo
Il museo del banditismo è situato nel paese di Aggius in Gallura e descrive il Banditismo sardo di cui per un lungo periodo della sua storia è stato un punto di riferimento importante.